# 世界希少・難治性疾患の日

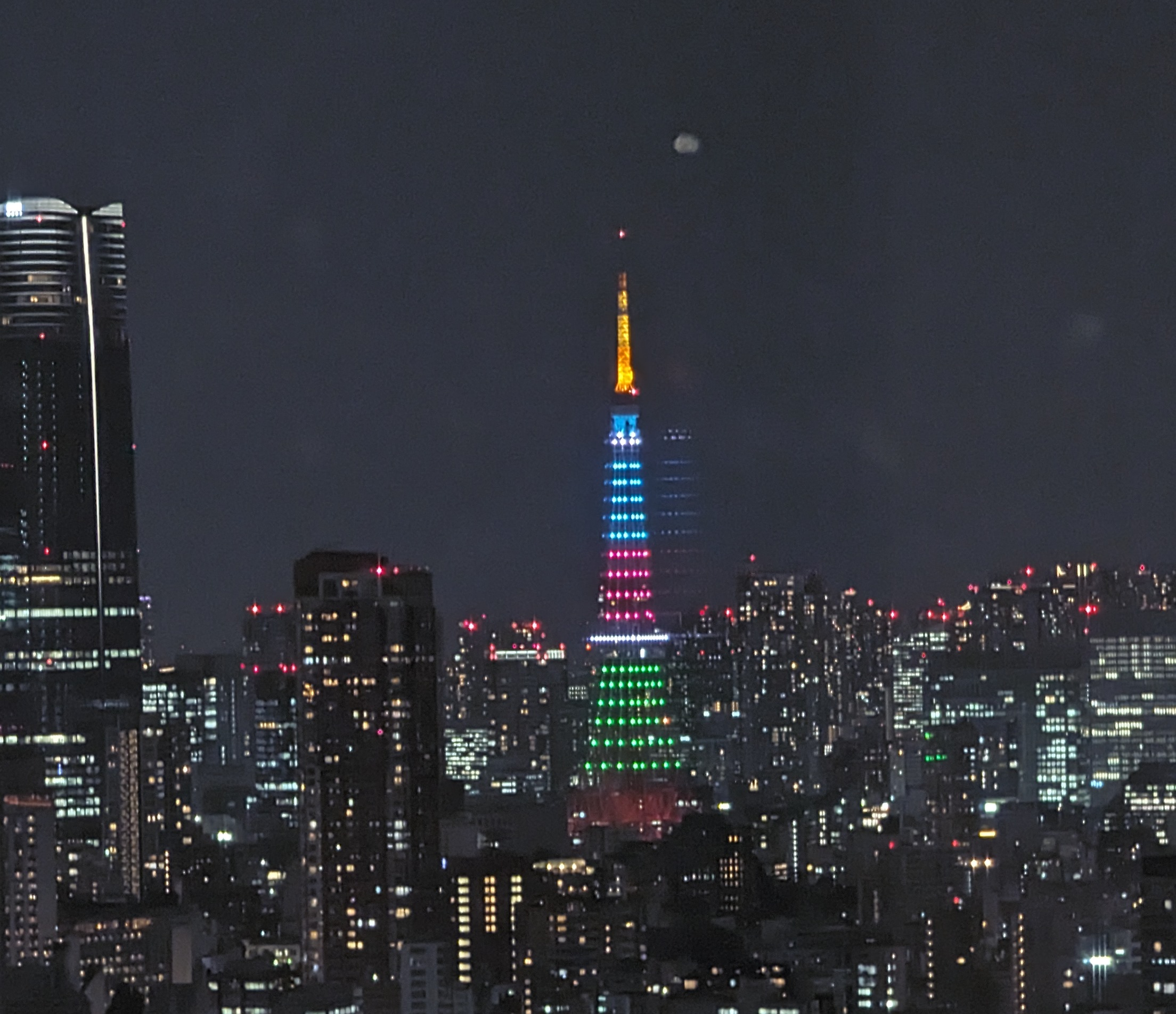
RDD2024 東京タワーライトアップ

世界希少・難治性疾患の日（せかいきしょう・なんちせいしっかんのひ、英: Rare Disease Day, RDD）は、希少疾患、難治性疾患の啓発を目的として、世界的規模で毎年2月末日（平年：2月28日、閏年：2月29日）に開催されている国際デー "Rare Disease Day" の、日本での正式名称である。

## 概要
「世界希少疾患の日」ではなく、「世界希少・難治性疾患の日」となったのは、欧米における希少疾患という呼称と別に、日本において難病、難治性疾患という呼称が、従来より用いられてきたことによると思われるが、公開された記録はない。
日本での開催事務局は、2015年開催より特定非営利活動法人ASrid内におかれている。
2014年には世界84ヶ国にて、RDDに関係する1,000以上のイベントが開催され、そのうち410がRDD世界事務局が公認したイベントである。
日本は2010年（平成22年）から公式に参加した。
2月末日に開催する由来として、「4年に一度の閏年のみに設けられている2月29日が最も『希』な日として象徴的であったことによる」と記述がある。

## 2008年
2008年にヨーロッパにおける希少疾患の患者会の統合組織であるen:European Organisation for Rare Diseases（EURORDIS）によりスウェーデンにて開始された。2008年のEURORDISによるテーマとして"Rare diseases as a public health priority"、同スローガンとして"A rare day for very special people"が掲げられた。

## 2009年
2009年には、米国における希少疾患の患者会の統合組織であるen:National Organization for Rare Disorders（NORD）の参加を受けて世界的なイベントとなった。加えて、en:Global Genes Projectをはじめとして、各国の啓発団体も多く参加した。2009年のEURORDISによるテーマとして"a public health priority"、同スローガンとして"Patient care: A public affair!"が掲げられた。

## 2010年
2010年のEURORDISによるテーマとして"Rare Diseases: A Public Health Priority"、同スローガンとして"Patients and Researchers: Partners for Life!"が掲げられた。合計46カ国が参加し、新たに参加したパートナーとして日本とブラジルが言及されている。日本語による開催報告もあげられている。

## 2011年
2011年のEURORDISによるテーマとして"Rare Diseases and Health Inequalities"、同スローガンとして"Rare but Equal"が掲げられた。日本語による開催報告もあげられている。

## 2012年

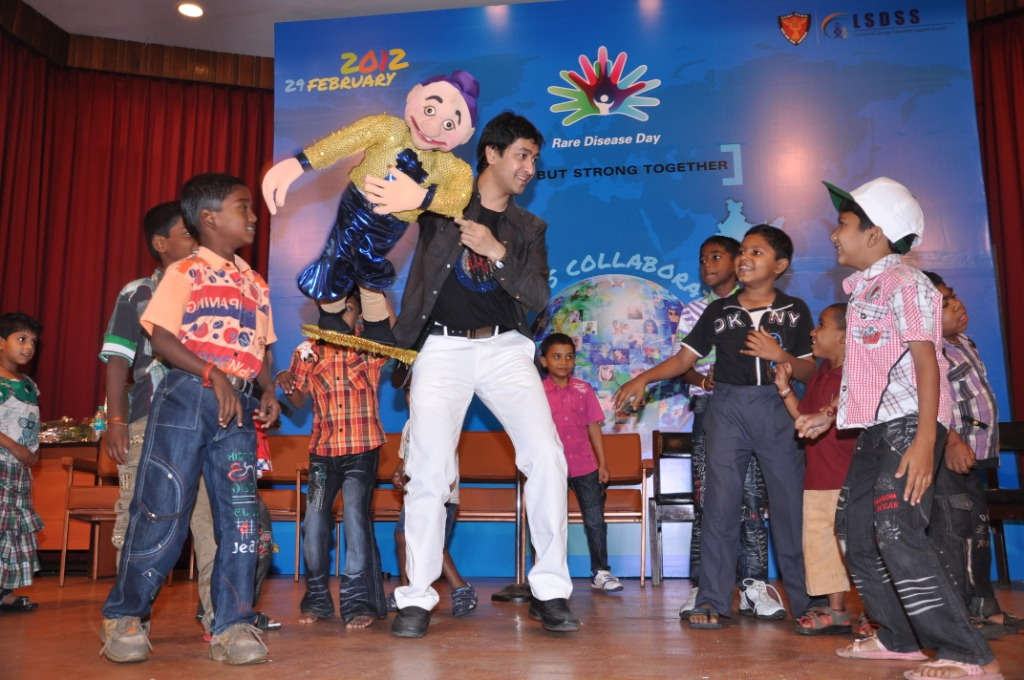
インドでの開催の様子。

2012年のEURORDISによるテーマとして"Solidarity"、同スローガンとして"Rare but Strong Together!"が掲げられた。日本語による開催報告もあげられている。

## 2013年
2013年のEURORDISによるテーマとして"Solidarity"、同スローガンとして"Rare Disorders without Borders"が掲げられた。日本語による開催報告もあげられている

## 2014年
2014年は、9カ国が新たに参加して合計84カ国に上った。日本語による開催報告もあげられている。
日本語によるテーマとして『よりそう〜WE walk together with YOU〜「希少疾患・難病をとりまく現状を知って、患者さんの想いに寄り添い、患者さんが笑顔で生活できるよりよい未来への“一歩”をともに踏み出そう」』との記述がある。

## 2015年
2015年のEURORDISによるテーマとして"Living with a Rare Disease"、同スローガンとして"Day-by-day, hand-in-hand"が掲げられている。
日本語によるテーマとして「つむぐ 〜あなたと であい つながる レア・ディジーズ」との記述がある。
参加国、参加地域は以下のように示されている。
※なお、英語サイトからの引用なので、英語表記した際のアルファベット順（A-Z）である。
- アルジェリア
- アルゼンチン
- アルメニア
- オーストラリア
- オーストリア
- バーレーン
- ベルギー
- ボリビア
- ボスニア・ヘルツェゴビナ
- ブラジル
- ブルガリア
- ブルキナファソ
- カメルーン
- カナダ
- チリ
- 中華人民共和国
- コロンビア
- コスタリカ
- クロアチア
- キューバ
- キプロス
- チェコ
- デンマーク
- エクアドル
- エジプト
- エストニア
- 欧州連合
- フィンランド
- フランス
- ジョージア
- ドイツ
- ギリシャ
- グアテマラ
- ギニア
- 香港
- ハンガリー
- アイスランド
- インド
- イラン
- アイルランド
- イスラエル
- イタリア
- 日本
- ヨルダン
- カザフスタン
- ケニア
- ラトビア
- レバノン
- リトアニア
- ルクセンブルク
- マケドニア
- マダガスカル
- マレーシア
- マルタ
- メキシコ
- モロッコ
- オランダ
- ニュージーランド
- ノルウェー
- オマーン
- パキスタン
- パナマ
- パラグアイ
- ペルー
- フィリピン
- ポーランド
- ポルトガル
- ルーマニア
- ロシア
- サウジアラビア
- セルビア
- シンガポール
- スロバキア
- スロベニア
- 南アフリカ共和国
- スペイン
- スウェーデン
- スイス
- 台湾（中華民国）
- タイ王国
- トルコ
- ウクライナ
- アラブ首長国連邦
- イギリス
- アメリカ合衆国
- ウルグアイ
- ベネズエラ
- ベトナム

日本での開催地域、開催地点、および企画名のうち特筆性のあるものは以下のように示されている。
- 北海道 北海道庁「世界希少・難治性疾患の日北海道キャンペーン」[24]
- 青森県 八食センター「落語で笑って難病患者支援」[25]
- 宮城県  仙台市 シルバーセンター「難病・・・どの様に向きあいますか？」[26]
- 山形県  鶴岡市 鶴岡市役所[27]
- 福島県  福島市 保健福祉センター「レア・ディジーズ・ディ交流会」[28]
- 埼玉県 Cafe BROWN「つむぐ in 飯能〜私達の街のサポーター」[29]
- 東京 六本木ヒルズ umu「つむぐ あなたと であい つながる レア・ディジーズ」[30]
- 静岡県 静岡県総合社会福祉会館「共生を考える週間（難病患者の作品展示会）」[31]
- 岐阜県 中部学院大学「見て、聞いて、知ってほしい！」[32]
- 愛知県 サカエ・駅ナカ・学生ひろば[33]
- 滋賀県 JR草津駅「つむぐ 手から手に笑顔と共に届けよう! 難病啓発」[34]
- 京都府 ゼスト御池御幸町広場[35]
- 大阪府 あべのハルカス「あべのハルカスからつながろう ステッカーアート」[36]
- 三重県 三重県障害者総合福祉センター「つむぐ あなたとあいつながるレア・ディジーズ」[37]
- 和歌山県 麦の郷 総合支援センター[38]
- 徳島県 徳島県立障害者交流プラザ『世界希少・難治性疾患の日「つむぐ」2/28』[39]
- 高知県 イオンモール高知[40]
- 広島県  広島市 南区地域福祉センター[41]
- 岡山県 岡山県南部健康づくりセンター「難治性・小児慢性・希少・診断不能　難病患者交流会」[42]
- 福岡県  福岡市 健康づくりサポートセンター「つながり〜Around you〜」[43]
- 佐賀県 佐賀県難病相談支援センター「わーるどかふぇ よかったら私の話を聞いてください」[44]
- 熊本県 熊本県庁[45]
- 鹿児島県 かごしま市民福祉プラザ[46]
- 沖縄県 イオン南風原ショッピングセンター[47]
- MDS 新百合ヶ丘総合病院「第７回Living with MDS Forum」[48]
- 有志・企業

日本の近隣国での活動として、台湾では女優のグイ・ルンメイが宣伝活動に参加している。また、ゆるキャラとしてバクのCherngが参加している。また、希少疾患の家族を持つ父親6名によるバンドが結成された。
なお、ゆるキャラに関して、日本国内での開催についても開催地点熊本県庁のくまモンといったご当地キャラの参加予定が告げられてる。
なお、女優による宣伝活動に関して、日本国内での開催についても開催地点六本木ヒルズ umuに、東ちづるの参加可能性が告げられている。
アメリカ合衆国では女優のen:Patricia Richardsonが宣伝活動に参加している。希少疾患により父親を亡くしたと述べられている。
フィリピンでは、大統領令に基づき、1日限りではなく、1週間、National Rare Disease Weekが開催され、2015年はその6度目である。キヤノンといった日本の大手企業による後援も記されている。
主たるソーシャルメディア展開としては、EURORDISによりFacebook、Twitter、YouTube、flickr、Google+、en:Thunderclapがあげられている。日本国内向けの公式のものは、Facebook、Twitter、YouTube、USTREAMがある。